# مثبت سرعة

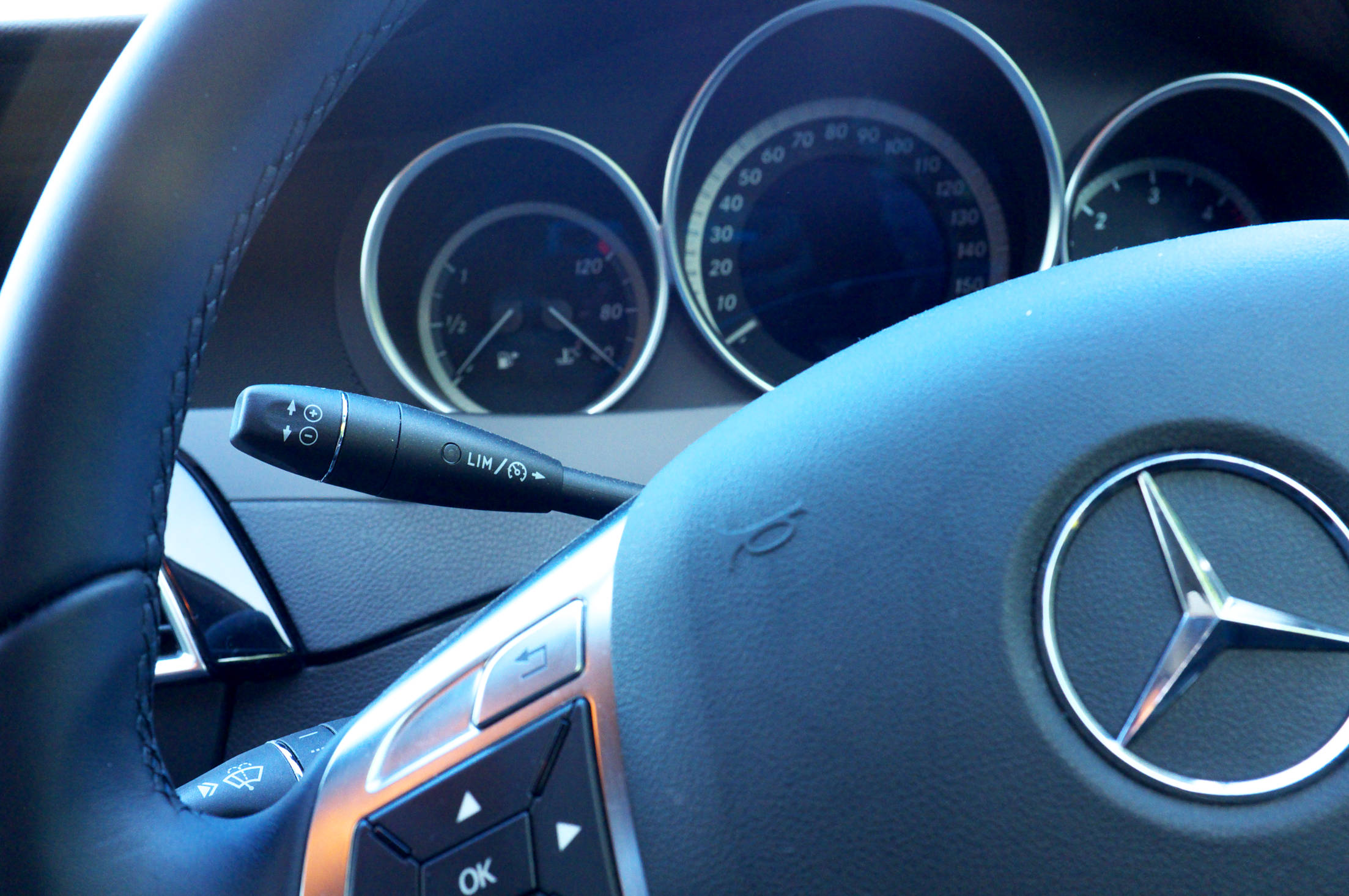
مثبت السرعة على مقود سيارة مرسيدس حديثة.

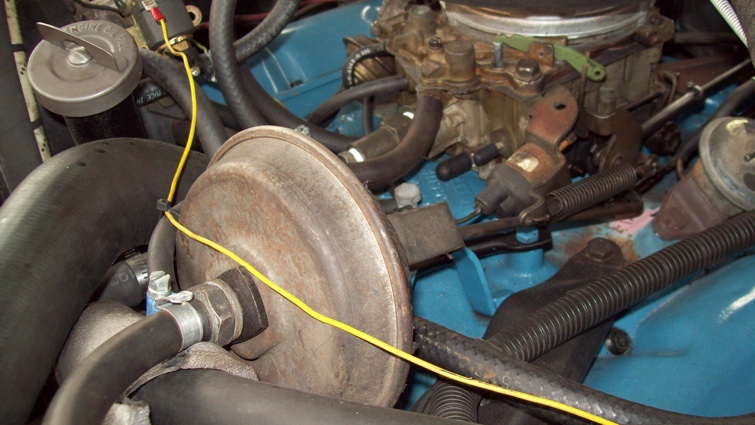
مشغل مثبت السرعة المتصل بالمازج، ويعمل بأنظمة ضغط الهواء.

لافتة بلجيكية تمنع استعمال مثبت السرعة تفاديا لأخطار وقوع خلل بها

مثبت السرعة أو مِضبط الاطراد جهاز تحكم في سرعة سير مركبة (سيارة أو شاحنة إلخ)، يعمل تلقائيا عند طلب السائق، مثلا من خلال إدخال السرعة المرغوبة مباشرة. النظام هو آلية مؤازرة تتولى السيطرة على الخانق في السيارة للحفاظ على سرعة ثابتة يحددها السائق.
مثبت السرعه مفيد جدا للمحافظه على استهلاك الوقود وايضاً الحمايه من مخالفات الطريق 
ويمكنك شراء مثبت سرعه لسيارتك من خلال الشركات الموثوق بها ومنهم شركه Pingocars او Pingocar وهى نفس الشركه وبضمان على القطعه